# Mark Regnerus
Mark  Daniel Regnerus (1970) es profesor de sociología en la Universidad de Texas en Austin. Es cofundador e investigador principal del Instituto Austin para el Estudio de la Familia y la Cultura. Sus principales temas de investigación consisten en temas relacionados con el comportamiento sexual, la familia, el matrimonio y la religión. Mark es autor de más de cuarenta artículos, capítulos de libros, y cuatro libros. Su trabajo también incluye el análisis acerca de eventuales falacias metodológicas en investigaciones sociológicas sobre sexualidad, asimismo realiza estudios exploratorios acerca de la religión, el matrimonio y la fertilidad en Europa del Este.

## Educación
Regnerus terminó sus estudios secundarios en el McBain Rural Agricultural High School en McBain, Michigan, en 1989. En 1993, obtuvo su título de grado en Sociología en el Trinity Christian College. En 1997 terminó la Maestría y en 2000 el Doctorado en Filosofía en la Universidad de Carolina del Norte en Chapel Hill. Su tesis doctoral “Socialización y modos de sortear problemas de la adolescencia: La influencia de la religión”, fue dirigida por Christian Smith, con quien posteriormente escribió varios artículos sobre religión y comportamiento social. A continuación, fue investigador postdoctoral en el Centro de Población de Carolina del Norte, antes de incorporarse como Director en el Centro Calvin College de Investigación Social de la Calvin University, donde permaneció hasta 2002, cuando fue nombrado Profesor Asistente de sociología en la Universidad de Texas en Austin, posteriormente Profesor Asociado en 2007, y profesor titular en 2018.

## Carrera
Al principio de su carrera investigadora, Regnerus se dedicó al análisis de la influencia de la religión en el comportamiento de adolescentes y adultos jóvenes.  Estas investigaciones le valieron, a él y a sus coautores, el Premio al Artículo Distinguido de la Sección de Sociología de la Religión de la Asociación Americana de Sociología en 1999, y en 2001.
Los principales libros de Mark Regnerus son: Premarital Sex in America: How Young Americans Meet, Mate, and Think about Marriage; Forbidden Fruit: Sex and Religion in the Lives of American Teenagers, y Cheap Sex: The Transformation of Men, Marriage, and Monogamy, todos ellos publicados por la editorial Oxford University Press.
Cheap Sex: The Transformation of Men, Marriage, and Monogamy (2017), describe la influencia de la tecnología en el sexo y en la sexualidad. Su último libro The Future of Christian Marriage (Oxford University Press, 2020), es un estudio comparativo acerca de la caída de impulso marital en siete países. 
Su investigación, ampliamente sujeta a la revisión de pares expertos, fue ampliamente comentada y discutida en medios tales como The New Yorker, The Atlantic Monthly y Wall Street Journal. Es colaborador estable de First Things, National Review y Public Discourse. Regnerus fue también autor del New Family Structures Study (2012), publicado en la revista Social Science Research. Se trata de un estudio que por medio de encuestas compara una serie de variables, cuyos resultados muestran que –comparativamente- los adultos jóvenes que fueron criados en hogares biológicamente intactos (vivieron con su padre y su madre biológicos que, a su vez, estaban entonces casados y convivían de manera estable), obtuvieron mejores resultados en términos de empleabilidad, desempeño educativo, etc. 
Sus escritos de divulgación también han recibido gran la atención, en particular Sex is Cheap, que ocupó el noveno puesto entre los artículos más descargado de la revista Slate en 2011.
En 2017, Regnerus publicó un estudio en Social Science & Medicine  en el que se demuestra que, de los diez intentos de replicar el hallazgo principal de la investigación realizada por Mark Hatzenbeuhler et al. (publicada en 2014 y ampliamente difundida), ninguno pudo replicar sus resultados. Hatzenbeuhler, en efecto, afirma que existe un "estigma estructural" que disminuye la esperanza de vida de las minorías sexuales en un promedio de 12 años. El estudio de Regnerus, por su parte, muestra que ninguno de los diversos intentos de replicarlo arrojó parámetros que respaldaran las conclusiones del estudio original, a pesar de incluir métodos de imputación más refinados que los utilizados en la investigación de Hatzenbeuhler. Como consecuencia, concluye Regnerus, la variable de estigma estructural de Hatzenbeuhler es tan sensible a decisiones subjetivas de comprobación, que no resulta en sí misma confiable. Si bien Hatzenbuehler inicialmente ofreció un corrigendum o corrección a la conclusión del estudio original, la revista Social Science & Medicine se retractó respecto de la totalidad del estudio en 2019.

## Premios
En 1999 y 2001 Regnerus y sus coautores, ganaron el Premio al Artículo Distinguido de la Sección de Sociología de la Religión de la Asociación Sociológica americana.